# Именин (Кобринский район)
Имени́н (бел. Імянін) — деревня в Кобринском районе Брестской области Белоруссии. Входит в состав Буховичского сельсовета.
По данным на 1 января 2016 года население составило 730 человек в 271 домохозяйстве.
В деревне расположены почтовое отделение, средняя школа, ясли-сад, амбулатория и два магазина.

## География
Деревня расположена в 8 км к северу от города и станции Кобрин, в 55 км к востоку от Бреста, у автодороги Р102 Кобрин-Каменец.
На 2012 год площадь населённого пункта составила 2,39 км² (239 га).

## История

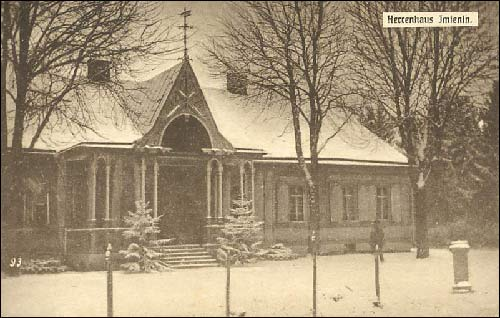
Деревянный усадебный дом Новомейских, фотография времён немецкой оккупации (1915—1918 годы). Дом не сохранился

Населённый пункт известен с 1519 года как имение. В разное время население составляло:
- 1999 год: 270 хозяйств, 706 человек;
- 2009 год: 696 человек;
- 2016 год[2]: 271 хозяйство, 730 человек;
- 2019 год[1]: 665 человек.

## Культура
- Музей ГУО «Именинская средняя школа»

## Достопримечательность
В деревне сохранились несколько жилых домов и хозяйственных построек от существовавшей здесь в начале XX века усадьбы рода Новомейских. Ныне территория усадьбы благоустроена, здания отреставрированы и используются под детский христианский (ЕХБ) оздоровительный лагерь «Жемчужинка».